# David Ambrose
David Edwin Ambrose (Chorley, Anglaterra, 21 de febrer de 1943) és un novel·lista, dramaturg i guionista britànic. Els seus crèdits inclouen almenys vint pel·lícules, quatre obres teatrals i moltes hores de televisió, inclosa la controvertida Alternative 3 (1977). Va néixer a Chorley, Lancashire, i va estudiar a Blackburn Grammar School i Merton College, Oxford. Va estar casat amb l'artista suïssa Laurence Ambrose de 1979 fins a cada mort el 2019.

## Primers anys
Després de superar l'onzè, Ambrose va assistir a la Queen Elizabeth's Grammar School (Blackburn), entre 1954 i 1961. Des de 1962 fins a 1965 va estudiar dret al Merton College d'Oxford. Mentre era allà va escriure dues obres de teatre que es van representar amb èxit (una va guanyar un premi OUDS a la millor producció universitària), així com va dirigir i actuar en diverses produccions. També va ser un debat freqüent a l'Oxford Union Society, on va exercir un mandat com a comitè permanent.
Tot i que va guanyar un judici simulat davant d'un jutge de l'alt tribunal quan encara era estudiant, el que va resultar en una oferta per començar una carrera jurídica, va optar per provar sort en el món de l'espectacle.
Durant tres anys es va mantenir amb el periodisme autònom, principalment per a The Observer, on va escriure ressenyes de llibres i va realitzar entrevistes sobre "Arts" amb temes com Peggy Ashcroft, Robert Bolt, Neil Simon, Harold Pinter i Alec Guinness. També va ser, breument, director artístic del nou teatre Adeline Genee de Surrey.
Durant tot aquest període havia estat escrivint obres de teatre i guions de pel·lícules, una de les quals va ser comprada per Dirk Bogarde (encara que mai es va produir), i dues de les quals van ser produïdes amb èxit per una important companyia de televisió (ATV).
A principis de 1968, unes setmanes després del seu vint-i-cinquè aniversari, va ser contractat per reescriure el guió complet d'una epopeia romana extensa que estava a punt de començar a rodar-se a Romania sota la direcció del veterà de Hollywood Robert Siodmak, i amb un repartiment encapçalat per Laurence Harvey, Orson Welles, Sylva Koscina i Honor Blackman.
Això va portar a una amistat genuïna i duradora amb Welles, que va agafar el jove escriptor sota la seva ala i va impartir molts consells inestimables sobre el seu ofici. Tal com escriu Ambrose a les seves memòries, "A Fate Worse Than Hollywood" (Zuleika Publishing, 2019), "estava... rebent un curs individual sobre guió d'Orson Welles. No és un privilegi que gaudeixin molts, sospito. Això sí, sent jove, ho vaig donar tot per fet en aquell moment; i, de fet, Orson ho va fer semblar la cosa més natural del món”.
El 1972 es va produir la seva primera obra teatral, "Siege", al West End de Londres, protagonitzada per Alastair Sim, Stanley Holloway i Michael Bryant.
El 1974 va guionitzar el llargmetratge internacional "The Fifth Mosketeer", dirigit per Ken Annakin, amb un repartiment que inclou Rex Harrison, Ursula Andress i Olivia de Havilland).
A part d'aquestes dues empreses, va escriure, entre 1969 i 1977, unes cent hores de televisió britànica. A més de moltes obres individuals, va contribuir a sèries populars com "Colditz", "Justice", "Hadleigh", "Public Eye", "Oil Strike North" i "Orson Welles Great Mysteries".
El 1977 va escriure el fals documental "Alternative 3", una història només una mica irònica sobre un esforç internacional per escapar d'un planeta Terra condemnat i establir una colònia de supervivents a Mart. L'espectacle es va convertir en una sensació mundial. S'han escrit diversos llibres sobre això, i encara es fa una gran referència a la literatura i el cinema. "El llibre Guinness dels fets i les gestes televisives" (1984) el va descriure com "L'engany més gran del drama televisiu. D'una manera que recorda l'ensurt que va causar la parodia a la ràdio d'Orson Welles, War of the Worlds el 1938. Molts espectadors van considerar que era la veritat literal i van telefonar a les estacions de televisió, als diaris i fins i tot a les oficines governamentals alarmades.

## Carrera a Hollywood
Després d'"Alternative 3", Ambrose va ser abordat per un agent destacat de Hollywood i va fer la seva primera visita allà l'agost de 1977. En pocs dies estava assegut amb Gene Roddenberry, el llegendari creador de "Star Trek", treballant en conceptes d'històries futures i fent-ho sense acreditar (menor) torna a escriure sobre el primer llargmetratge.
Casualment, William Shatner, el capità Kirk de "Star Trek", interpretaria el protagonisme en el seu proper projecte, un llargmetratge de televisió anomenat Disaster on the Coastliner. El repartiment de suport incloïa Yvette Mimieux i diverses icones de la seva infantesa mirant la televisió, com Raymond Burr, Lloyd Bridges i E. G. Marshall.
Va continuar treballant amb diverses estrelles de "Hollywood's Gold Age" en les seves carreres posteriors, com Richard Widmark, David Niven, Joseph Cotton, James Mason i, en particular, Kirk Douglas, per a qui va escriure El final del compte enrere (1980) l'ara clàssica pel·lícula de ciència-ficció. Va continuar treballant amb estrelles més noves com Pierce Brosnan (Taffin, 1988), i Sharon Stone (La llei de les armes, 1991, dirigida per John Frankenheimer).

## Europa i resta del món
El 1980 el seu guió de The Survivor, rodada a Austràlia amb Robert Powell, Jenny Agutter i Joseph Cotton, dirigit per David Hemmings, va guanyar el premi al millor guió al XIV Festival Internacional de Cinema Fantàstic i de Terror de Sitges. El 1987 va dirigir el seu propi guió de Comeback, produït al Regne Unit per Yorkshire Television, protagonitzada per Anton Rodgers i Stephen Dillane. La pel·lícula va ser nominada al Prix Italia.
El 1989 va ser convidat a França per escriure una pel·lícula de sis hores i dues parts que explicava la història de la Revolució Francesa". Dirigida per Robert Enrico i Richard Heffron, amb un repartiment internacional que inclou Peter Ustinov, Klaus-Maria Brandauer, Sam Neill, Claudia Cardinale, Christopher Lee i Jane Seymour, va ser un dels projectes més grans mai muntats a Europa.

## Darrers anys
El 1993 Ambrose va publicar la seva primera novel·la, The Man Who Turned Into Himself, que fou seguida per cinc altres. El 1990 també va començar a escriure obres de teatre com Abra-Cadaver (coescrita amb Allan Scott) protagonitzada per Frank Langella. També el 2017 va escr¡ure les seves memòries A Fate Worse Than Hollywood.

## Filmografia
| - La llei de les armes (Year of the Gun) (1991) – guionista - La Révolution française (1989) – guionista - Taffin (1988) – guionista - D.A.R.Y.L. (1985) – guionista - Blackout (1985) – guionista - Amityville 3-D (1983) – guionista (com William Wales) - El final del compte enrere (The Final Countdown) (1980) – història, guionista - The Survivor (1980) – guionista - A Dangerous Summer (1980) – guionista - A Man Called Intrepid (1979) – guionista - La màscara de ferro (The Fifth Musketeer) (1974) – guionista - Alternative 3 (1977) – original guionista - Remembrance (1996) – guionista - Fall From Grace (1994) – guionista - Comeback (1987) – guionista/director - Disaster on the Coastliner (1979) – guionista | - Justice – guionista en cap, dos temporades - Hadleigh – chief escriptor, dos temporades - Colditz – episodis - Public Eye – episodis - Oil Strike North – episodis - Orson Welles Great Mysteries – episodis - Nanny's Boy (1976) – escriptor - A Variety of Passion (1975) – escriptor - Goose with Pepper (1975) – escriptor - Love Me to Death (1974) – escriptor - Reckoning Day (1973) – escriptor - When the Music Stops (1972) – escriptor - The Professional (1972) – escriptor - The Undoing (1970) – escriptor - The Innocent Ceremony (1970) – escriptor - Public Face (1969) – escriptor |